# Liste öffentlicher Bücherschränke im Landkreis Karlsruhe
In der Liste öffentlicher Bücherschränke im Landkreis Karlsruhe sind öffentliche Bücherschränke für Orte, die zum Landkreis Karlsruhe in Baden-Württemberg gehören, aufgeführt. Sie ist primär nach Orten sortiert, unabhängig davon, ob es sich um Ortsteile, Gemeinden oder Städte handelt. Der Artikel ist Teil der übergeordneten Liste öffentlicher Bücherschränke in Baden-Württemberg. Ein öffentlicher Bücherschrank ist ein Schrank oder schrankähnlicher Aufbewahrungsort mit Büchern, der dazu dient, Bücher kostenlos, anonym und ohne jegliche Formalitäten zum Tausch oder zur Mitnahme anzubieten. Die Liste erhebt keinen Anspruch auf Vollständigkeit.

## Öffentliche Bücherschränke im Landkreis Karlsruhe
Derzeit sind im Landkreis Karlsruhe 28 öffentliche Bücherschränke erfasst (Stand: 29. April 2025):
| Bild | Ausführung    | Ort                                 | Seit | Anmerkung | Geokoordinaten                  |
| ---- | ------------- | ----------------------------------- | ---- | --- | ------------------------------- |
|      | Bücherschrank | Bad Mingolsheim (Bad Schönborn)     |      | Bad Schönborn/Mingolsheim                                                                                                  | ⊙ Friedrichstraße 67            |
|      | Bücherschrank | Berghausen (Pfinztal)               |      | Öffentlicher Bücherschrank in Pfinztal-Berghausen, auf dem Europaplatz in Berghausen                                       | ⊙                               |
|      | Bücherschrank | Blankenloch (Stutensee)             |      | Öffentlicher Bücherschrank in Stutensee-Blankenloch, Am Steinweg                                                           |                                 |
|      | Bücherboxen   | Bruchsal                            |      | Babette-Ihle-Platz, Bruchsal Josef-Kunz-Straße, gegenüber Kaiserstraße, neben der Kirche „Unsere liebe Frau“ (Stadtkirche) | ⊙ Josef-Kunz-Straße 2           |
|      | Bücherschrank | Ettlingen                           |      | Ettlingen Marktpassage bei der St.-Martin-Kirche                                                                           | ⊙ Marktpassage 5                |
|      | Bücherschrank | Ettlingen                           |      | Bücherschrank im Stadtgarten Ettlingen                                                                                     | ⊙ Leopoldstraße                 |
|      | Bücherschrank | Ettlingen-West                      |      | Ettlingen West, Ahornweg am Entenseepark                                                                                   | ⊙ Ahornweg 91                   |
|      | Bücherschrank | Flehingen (Oberderdingen)           |      | Offener Bücherschrank Flehingen                                                                                            | ⊙ Franz-von-Sickingen-Straße 19 |
|      | Bücherschrank | Forchheim (Rheinstetten)            |      | Rheinstetten-Forchheim | ⊙ Karlsruher Straße 23A         |
|      | Bücherschrank | Friedrichstal (Stutensee)           |      | Öffentlicher Bücherschrank in Stutensee-Friedrichstal                                                                      | ⊙ Berliner Allee 42             |
|      | Bücherzelle   | Gondelsheim                         |      | Bücher Telefonzelle | ⊙ Jöhlinger Straße 2            |
|      | Bücherzelle   | Graben (Graben-Neudorf)             |      | Bücher Telefonzelle | Karlsruher Straße 74–94         |
|      | Bücherschrank | Jöhlingen (Walzbachtal)             |      | | ⊙ Wöschbacher Straße 11         |
|      | Bücherzelle   | Linkenheim (Linkenheim-Hochstetten) |      | [ 1 ] | ⊙ Kaiserstraße 2                |
|      | Bücherzelle   | Malsch                              |      | Bücherschrank gegenüber Rathaus Malsch                                                                                     | ⊙                               |
|      | Bücherschrank | Mörsch (Rheinstetten)               |      | Rheinstetten-Mörsch | ⊙ Rappenwörthstraße 45D         |
|      | Bücherschrank | Mutschelbach (Karlsbad)             |      | Bücherhäusle Mutschelbach                                                                                                  | ⊙ Waldenserstraße 9             |
|      | Bücherschrank | Neuburgweier (Rheinstetten)         |      | Eiscafé Müller | ⊙ Rheinstraße 16                |
|      | Bücherzelle   | Neudorf (Graben-Neudorf)            |      | Bücher Telefonzelle neben dem Kath. Pfarrbüro Neudorf                                                                      | Mannheimer Straße 93            |
|      | Bücherzelle   | Neudorf (Graben-Neudorf)            |      | Bücher Telefonzelle | Am Ring 27                      |
|      | Bücherschrank | Oberderdingen                       |      | Offener Bücherschrank Oberderdingen                                                                                        | ⊙ Obere Gasse 11                |
|      | Bücherzelle   | Reichenbach (Waldbronn)             |      | [ 1 ] | ⊙ Kronenstraße 2                |
|      | Bücherschrank | Stettfeld (Ubstadt-Weiher)          |      | Öffentlicher Bücherschrank in Stettfeld                                                                                    | ⊙ Schönbornstraße               |
|      | Bücherschrank | Tiefenbach (Östringen)              |      | Bücherschrank im Foyer des Rathauses                                                                                       | ⊙ Westliche Hauptstraße 1       |
|      | Bücherschrank | Untergrombach (Bruchsal)            |      | Bruchsal/Untergrombach | ⊙ Weingartener Straße 16        |
|      | Bücherschrank | Völkersbach (Malsch)                |      | Völkersbach | ⊙ Albtalstraße 49               |
|      | Bücherschrank | Waghäusel                           |      | Schwimmbad Waghäusel | ⊙ Gymnasiumstraße 24            |
|      | Bücherschrank | Weingarten                          |      | Weingarten (Baden) | ⊙ Bahnhofstraße                 |

## Statistik
Für einen Vergleich zu den anderen Land- und Stadtkreisen Baden-Württembergs sowie zum Landesdurchschnitt siehe die Statistik öffentlicher Bücherschränke in Baden-Württemberg.